# Hemithiris psittacea
Hemithiris psittacea är en armfotingsart som först beskrevs av Gmelin 1790.  Hemithiris psittacea ingår i släktet Hemithiris och familjen Hemithirididae. Inga underarter finns listade i Catalogue of Life.